# Vin & Sprit
Vin & Sprit est une entreprise suédoise spécialisée dans la fabrication et la distribution de spiritueux. Le groupe a été cédé en 2008 par l'État suédois au groupe Pernod Ricard. 

## Historique
En 2001, Vin & Sprit rejoint « Maxxium », une coentreprise créée en 1999 par le groupe Rémy Cointreau, Edrington Group et Jim Beam Brands Worldwide une coentreprise de distribution mondiale (hors Etats-Unis). 
En 2008, Vin & Spirit est rachetée par le groupe Pernod Ricard pour un montant de 5,626 milliards d'euros.

## Liste des marques exploitées par le groupe

### Alcools blancs

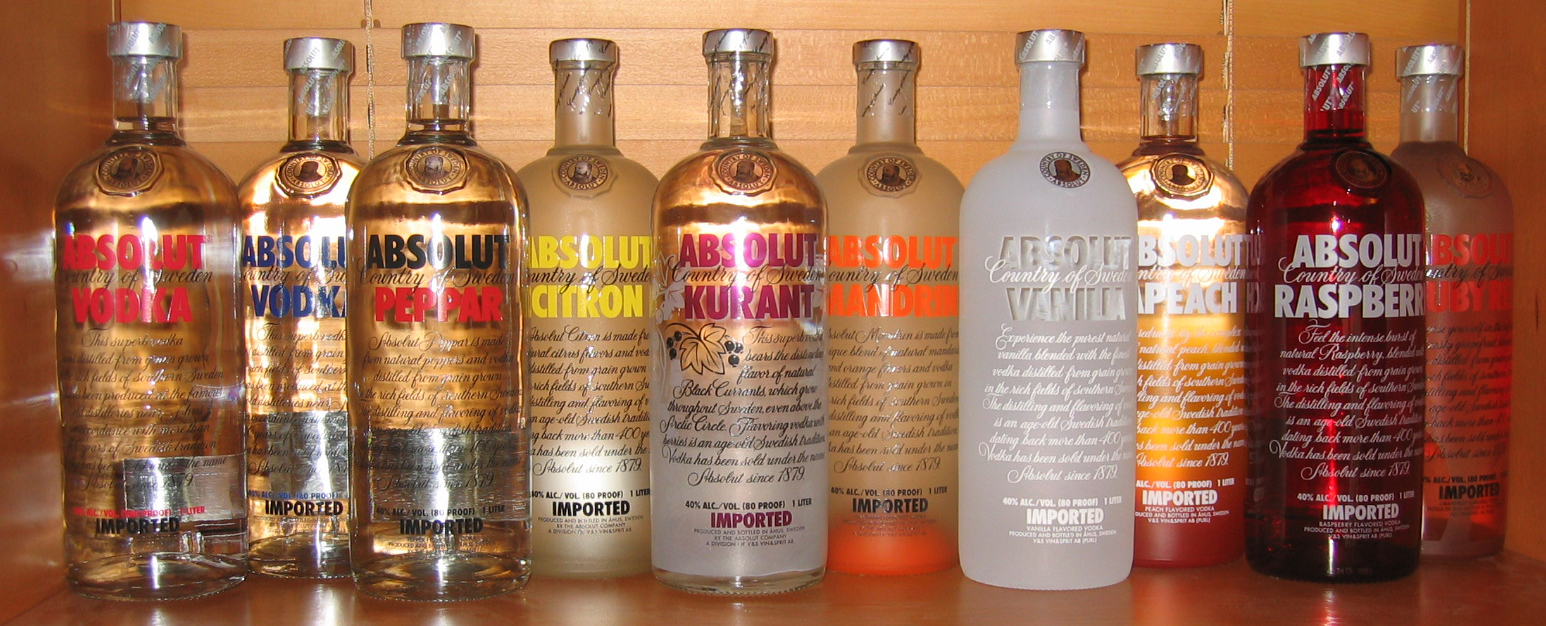
Bouteilles de vodka Absolut

- Aquavit
  - Aalborg
  - Malteserkreuz
  - O.P. Anderson

- Vodka
  - Absolut
  - Level
  - Luksusowa
  - Frïs

- Gin
  - Plymouth

### Amers
- Gammel Dansk au Danemark
- Glögg Blossa (vin chaud) en Suède

### Prémix
- Absolut Cut

### Rhum
- Cruzan